# Ebrahim Raisi
Sàyyid Ebrahim Raisolsadati (persa: سید ابراهیم رئیس‌الساداتی; Mashad, Iran, 14 de desembre de 1960 - Azerbaidjan Oriental, Iran, 19 de maig del 2024), comunament conegut com Ebrahim Raisi (persa: ابراهیم رئیسی) va ser un polític iranià de principis, jurista musulmà i el vuitè president de l'Iran des del 3 d'agost de 2021 fins a la seva mort, havent estat elegit per a la presidència a les eleccions de 2021.
Des de 1983 estava casat amb Jamileh Alamolhoda, filla d'Ahmad Alamolhoda, el líder de l'oració de divendres de Mashad i Gran Imam del Mausoleu de l'Imam Reza, amb qui va tenir dues filles i sovint se l'havia considerat com el favorit per succeir Ali Khamenei com a Líder suprem de l'Iran.
Se l'acusava de crims contra la humanitat per organitzacions internacionals de drets humans i relators especials de les Nacions Unides i va ser sancionat per l'Oficina de Control d'Actius Estrangers dels Estats Units en 2019 per la seva responsabilitat en la repressió d'acord amb l'Ordre Executiva 13876.

## Biografia

### Formació
Raisi va començar a estudiar als quinze anys al seminari religiós de Qom i va començar a aprendre amb diversos dels estudiosos musulmans de l'època.

### Càrrecs judicials
Raisi va començar la seva carrera al poder judicial el 1980, amb només 20 anys, com a part del primer grup de clergues joves a ingressar al sistema judicial islàmic establert amb la Revolució Islàmica que va establir la República islàmica en 1979 amb l'exili del xa Mohammad Reza Pahlavi. El 1981 va ser nomenat com a fiscal de la ciutat de Karaj i en 1983 també va ser elegit com a físcal de Hamadan, exercint els dos càrrecs simultàniament.
Fou nomenat fiscal adjunt de Teheran, on va ser una de les quatre persones nomenades pel gran aiatol·là Hussein-Ali Montazeri per formar part del comitè d'enjudiciament conegut com "comitè de la mort", responsable de l'execució de milers de presos polítics del Mojahedin-e-kalq i altres dissidents el 1988 en represàlia per l'operació Mersad, en què intentaven capturar Kermansah a finals de la Guerra Iran-Iraq, i en 1989 fou ascendit a fiscal de Teheran. Posteriorment, Raisi va ocupar diversos càrrecs al sistema judicial iranià, com el de vicepresident del Tribunal Suprem entre 2004 i 2014, participant en la brutal repressió del règim contra les protestes postelectorals iranianes de 2009, fou fiscal general entre 2014 i 2016, i president del Tribunal Suprem entre 2019 i 2021.
Va ser Custodi i President d'Astan Quds Razavi, una bonyad, des del 2016 fins al 2019.

### Càrrecs polítics
Raisi era membre de l'Assemblea d'Experts de la província de la província de Khorasan, sent elegit per primera vegada a les eleccions del 2006. Raisi es va presentar a les eleccions presidencials del 2017 com a candidat del conservador Front Popular de les Forces de la Revolució Islàmica, i va perdre davant del president moderat Hassan Rouhani, que va revalidar el càrrec amb un 57% davant del 38,3%.

#### President de l'Iran
Raisi es va presentar amb èxit a la presidència per segona vegada el 2021 amb el 62,9% dels vots, succeint Hassan Rouhani, que no es podia presentar a un tercer terme. Segons molts observadors, les eleccions presidencials iranians de 2021 van ser arreglades a favor de Raisi, considerat un aliat de línia dura d'Ali Khamenei, després que s'impedí presentar-se a diversos reformistes i moderats.
Va dirigir la resposta iraniana a la pandèmia de COVID-19, i durant el seu govern el país va viure protestes pel deteriorament del nivell de vida, en part causades de les sancions internacionals, i protestes després de la mort de Mahsa Amini contra la discriminació de dones i nenes que van provocar greus violacions de drets i més de cinc-cents morts.

### Mort en accident aeri
El 19 de maig de 2024 va morir en un accident aeri quan l'helicòpter que el transportava, juntament amb el ministre d'Exteriors de l'Iran, Hossein Amir-Abdollahian, s'accidentà al nord-oest del país, molt a prop de la frontera amb l'Azerbaidjan.